# Cinémathèque de Nouvelle-Aquitaine
La cinémathèque de Nouvelle-Aquitaine (CdNA), connue avant 2016 sous le nom de cinémathèque du Limousin, est une institution culturelle et patrimoniale fondée en 2009 par le journaliste Marc Wilmart. Elle a pour mission de collecter, numériser, conserver et valoriser le patrimoine cinématographique du territoire de la région française Nouvelle-Aquitaine. Sa spécificité est de traiter à la fois les réalisations professionnelles et les productions du grand public amateur.
Son siège est situé à Limoges (Haute-Vienne), et elle fédère sept autres institutions locales sur le territoire régional.

## Histoire

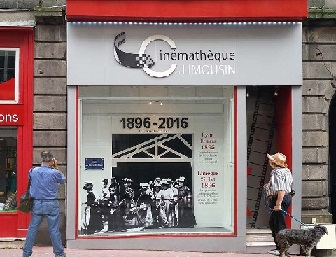
Anciens locaux de la Cinémathèque du Limousin en 2016.

La cinémathèque du Limousin est fondée en 2009 par Marc Wilmart, ancien journaliste, directeur de l'antenne régionale de France 3 Limousin Poitou-Charentes et président des éditions patrimoniales Culture & Patrimoine en Limousin. 
La réforme territoriale de 2014-2015 augure des perspectives d'expansion pour la Cinémathèque du Limousin, qui étend par la suite sa compétence à l'échelle de la région Nouvelle-Aquitaine.
En 2017, la Cinémathèque emménage dans de nouveaux locaux situés sur les bords de Vienne, l'ancienne usine de porcelaine Leclair. Rapidement à l'étroit, la structure envisage en 2021 un déménagement sur le site de l'ancienne caserne Marceau.
La CdNa porte un projet de pôle culturel dédié à l'image et d'installation dans un nouveau siège situé rue d'Isle à Limoges, et regroupant notamment les activités du Salon international du dessin de presse et d'humour de Saint-Just-le-Martel, les agences culturelles régionales et le Festival des Francophonies.

## Fonds

### Collections
La CdNa collecte notamment les films amateurs (110 sur la seule année 2022 à titre d'exemple). Plusieurs d'entre-eux sont anciens, datant pour certains de l'entre-deux-guerres.

### Valorisation
La valorisation du patrimoine filmique se fait par le biais d'un site internet, Mémoire filmique de Nouvelle-Aquitaine, qui condense de nombreux documents, ainsi que par des projections régulières.

## Réseau
La CdNa fédère plusieurs sites à l'échelle régionale, via le projet Mémoire filmique de Nouvelle-Aquitaine, comprenant, outre le siège à Limoges, issu de la Cinémathèque du Limousin, le Fonds Audiovisuel de Recherche (FAR) à La Rochelle, la Mémoire de Bordeaux Métropole, et Trafic image à Angoulême.